# Czasopisma filozoficzne

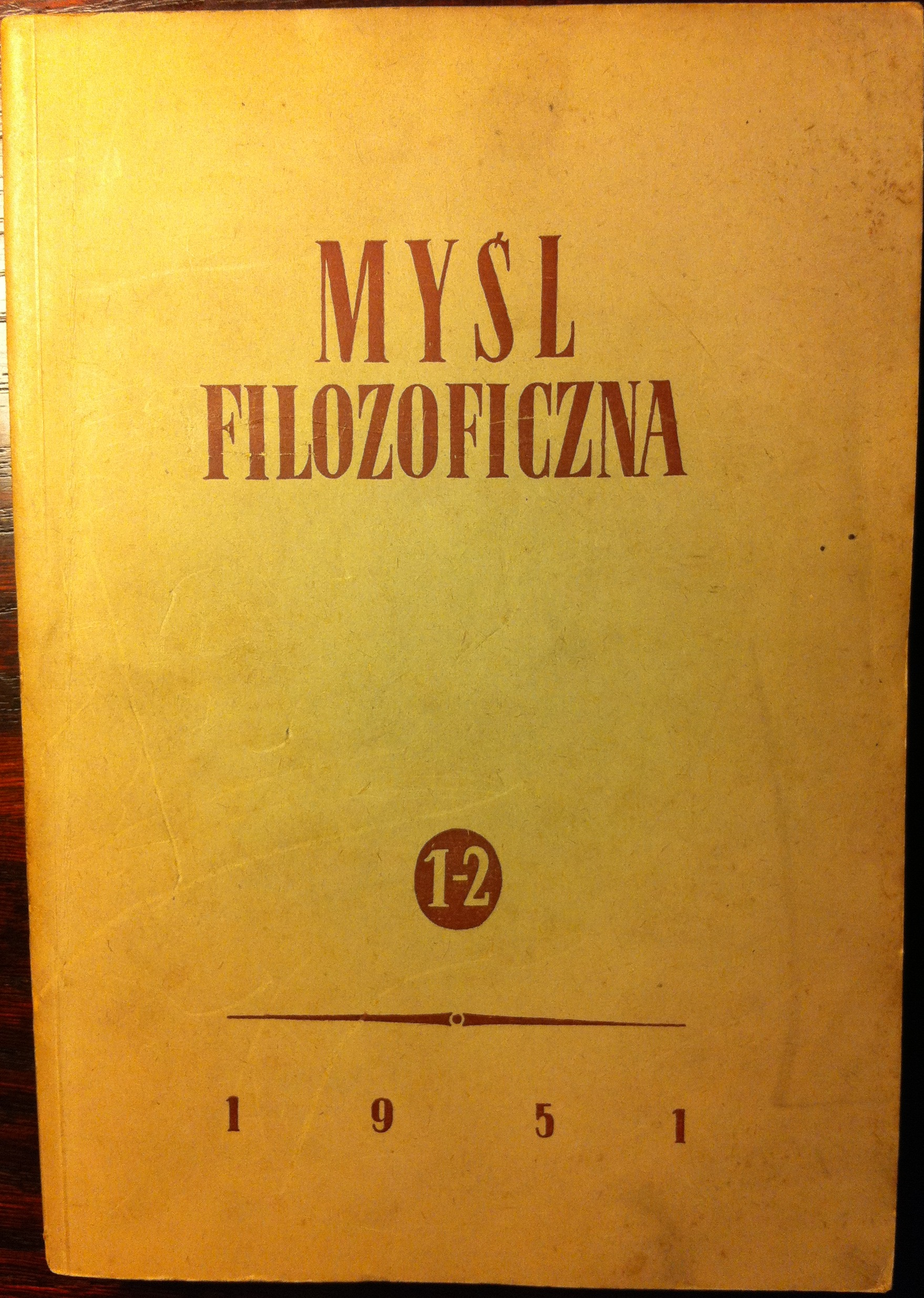
Pierwszy numer Myśli Filozoficznej

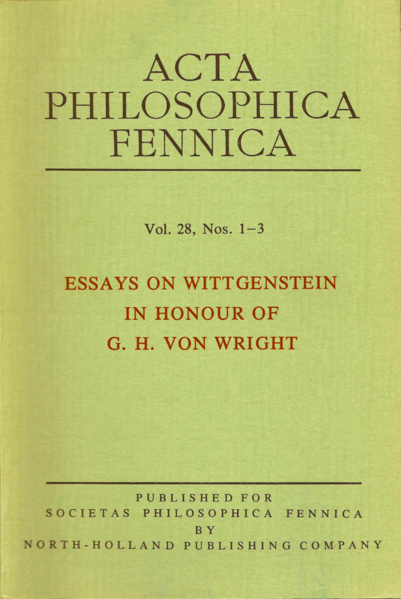
Acta Philosophica Fennica

Czasopisma filozoficzne – czasopisma naukowe w dziedzinie filozofii.

## Historia czasopism filozoficznych
Czasopisma filozoficzne jako forma literatury naukowej powstały w końcu XVII wieku. Początkowo czasopisma, które zawierały słowo „Filosofia” w swych tytułach, poświęcone były naukom przyrodniczym (zob. np. Philosophical Magazine).
Czasopisma z dziedziny filozofii we współczesnym znaczeniu słowa powstały w XVIII wieku w Niemczech, następne zaś we Francji. W drugiej połowie XIX wieku do krajów, które miały swoje czasopisma filozoficzne, przyłączyły się Stany Zjednoczone, Włochy, Rosja i Polska. W latach 1900–1914 własne czasopisma filozoficzne pojawiają się w Czechach, Hiszpanii i Irlandii.
Wraz z rosnącą liczbą czasopism filozoficznych wzrastać zaczyna ich specjalizacja. Pojawiają się pisma z dziedziny różnych działów filozofii (etyki, filozofii społecznej, historii filozofii itd.) oraz czasopisma konkretnych nurtów filozoficznych (np. Mind). Rozpoczęto także wydawanie czasopism poświęconych wyjątkowo któremuś z wielkich filozofów (Augustinian Studies, Hobbes Studies, Berkeley Studies, Hume Studies, Diderot Studies, Kant-Studien i inne).

## Wybrane czasopisma filozoficzne

### W języku polskim
- Archiwum Historii Filozofii i Myśli Społecznej
- Civitas. Studia z filozofii polityki
- Edukacja Filozoficzna
- Estetyka i Krytyka
- Ethos
- Filozofia Nauki
- Filozofia Publiczna i Edukacja Demokratyczna
- Filozofuj
- Hybris (Internetowy Magazyn Filozoficzny)
- Kronos. Metafizyka-kultura-religia
- Kwartalnik Filozoficzny
- Logos i Ethos
- Mediaevalia Philosophica Polonorum
- Myśl Filozoficzna
- Myśl Współczesna
- Praktyka Teoretyczna
- Principia
- Przegląd Filozoficzno-Literacki
- Przegląd Filozoficzny
- Rocznik Filozoficzny Ignatianum
- Roczniki Filozoficzne
- Ruch Filozoficzny
- Semina Scientiarum
- Sofia Pismo Filozofów Krajów Słowiańskich
- Studia Filozoficzne
- Studia Mediewistyczne
- Zagadnienia Filozoficzne w Nauce

### W języku angielskim
- Acta Philosophica Fennica
- Berkeley Studies
- Ethics in Progress
- Forum Philosophicum
- Hume Studies
- Mind
- Peitho. Examina Antiqua

### W języku niemieckim
- Kant-Studien

### W języku francuskim
- Logique et Analyse

### W języku hiszpańskim
- Análisis Filosófico

### W innych językach
W języku czeskim
- Filosofický časopis
- Reflexe. Časopis pro filosofii a teologii

W języku rosyjskim
- Woprosy fiłosofii

W języku estońskim
- Studia Philosophica Estonica

W języku fińskim
- Ajatus